# 1115 dans les croisades
Cette page regroupe les évènements concernant les Croisades qui sont survenus en 1115 : 
- 14 septembre : Roger de Salerne défait une armée turque à Tell-Danith[1].
- Baudouin Ier, roi de Jérusalem fait construire le krak de Montréal[1].